# PR článek
Placený reklamní článek neboli advertorial (zkratka bývá laiky chybně interpretována jako součást oboru PR – tedy vztahů s veřejností) je jeden z formátů reklamy a slouží jako častý nadlinkový nástroj marketingové komunikace. V současné době placené reklamní články slouží nejčastěji jako jeden z nástrojů SEO a linkbuildingu, případně je využívají značky a společnosti pro představení novinek nebo profilování svých reprezentantů v situacích, kdy si chtějí uchovat plnou kontrolu nad informačním sdělením, případně jejich informace není tak zajímavá, aby se sama o sobě dostala do redakčního prostoru..Podstatným prvkem PR článku je odkaz na vlastní stránky v souvislosti s klíčovými slovy například PR článek jako příklad textu, který má zaujmout, nesmí připomínat reklamu a zároveň nasměruje vyhledavače nebo člověka na odkaz, je právě takový, jaký se nachází zde.   

## Placené sdělení v novinách a na internetu
Pro ukládání PR článků existují specializované PR weby, či PR servery (slangově je označují, zejména uživatelé Webtrhu, za SEO PR články). Ty se mohutně využívaly dříve. Dnes již však takovou váhu nemají, jelikož vyhledávače již dokáží tyto weby úspěšně rozpoznat (duplicitní obsah, mnoho externích odkazů) a linky vedoucí z článku zde umístěných nepřikládají takovou hodnotu jako kdysi. Potkal je stejný úděl jako katalogy. Navíc články umístěné na těchto webech nečte velké množství lidí. Sdělení tak zasáhne jen omezené množství lidí, kteří mnohdy ani nepatří do cílové skupinu uživatelů.
Hlavním cílem PR článku je zasáhnout či oslovit uživatele z cílové skupiny. Proto se PR články namísto na PR weby umísťují na tematické servery či do tematických tiskovin.
Do internetových PR článků se občas umísťují odkazy, které mají zvýšit konverzi čtenářů (přečtou si text o určité službě – na konci článku je odkaz – kliknou na něj = přijdou na stránky). Cílem je však napsat takový text, u kterého čtenář nemá nejmenší podezření, že čte účelově napsaný text. Efektivita PR článku se dá měřit několika způsoby – vždy ale záleží na předem zvoleném konkrétním cíli (zvýšit povědomí, zlepšit reputaci, podnítit zájem o určité služby nebo produkt). Velké reklamní agentury si na psaní článků najímají redaktory či copywritery.

## Problematika PR článků
Přestože placené reklamní články jsou standardním reklamním formátem, celá řada médií je takto neoznačuje: Často uvádí dokonce jako výhodu tohoto inzertního formátu právě skutečnost, že je zařazen bez jakéhokoli upozornění mezi běžný redakční obsah, a to i v případě, kdy redakce nijak nezasahovala do znění sdělení. Čtenář pak nemá často šanci odlišit, zda se jedná o text redaktora a nebo zaplacenou informaci. Přestože tato praxe je dokonce v rozporu se zákonem 40/1995 Sb. o regulaci reklamy, konkrétně s §2, který zakazuje podprahovou reklamu. I přes to není tato praxe nijak postihována a placenými reklamními články je často kontaminován i redakční prostor velkých mediálních domů bez jakékoli regulace.